# Éruption de tornades du 25 au 28 avril 2011 aux États-Unis
L’éruption de tornades du 25 au 28 avril 2011 aux États-Unis désigne une séquence tornadique, du 25 au 28 avril 2011, qui a touché le Sud, le Midwest et l'Est des États-Unis, occasionnant d'importants dégâts sur son passage, tout particulièrement dans l'État de l'Alabama. Cette éruption a propagé des tornades destructrices en Alabama, Arkansas, Géorgie, dans le Mississippi, en Caroline du Nord, dans le Tennessee et en Virginie, et affecté de nombreuses autres zones à travers le pays partant du Texas jusqu'aux Grands Lacs. En plus, d'autres phénomènes violents ont aussi été rapportés : grosse grêle, rafales descendantes destructrices et inondations.
Au 9 mai 2011, le service météorologique des États-Unis a confirmé que le nombre de tornades destructrices dépassait les 200 tornades, dont 134 dans 16 États le 27 avril 2011 seulement. Le nombre de victimes des tornades et autres événements s'élève à 326 individus aux États-Unis et 1 personne au Canada,. Cependant, le chiffre exact reste à confirmer. De plus, des centaines de personnes sont toujours portées disparues,. En particulier, le plan d'urgence de l'Alabama recense et confirme 236 morts.
Le 27 avril 2011 est le jour le plus meurtrier (en victimes de tornades) aux États-Unis depuis 1925 et l'éruption est classée la seconde plus meurtrière de l'histoire des États-Unis. Le 27 avril occupe le premier rang pour le plus grand nombre de tornades en 24 heures avec 175, du 27 au 28 avril, dépassant le Super Outbreak du 3-4 avril 1974.

## Évolution météorologique
Dès le 19 avril, l'Hydrometeorological Prediction Center des États-Unis a commencé à prévoir la possibilité d'un épisode orageux important au début de la semaine suivante, les modèles de prévision numérique du temps montrant la formation d'un vigoureux front froid sur les régions centrales du pays. Un vigoureux creux barométrique d'altitude s'est ainsi amené sur la partie sud des Plaines américaines le 25 avril développant une importante dépression sur le nord-est de l'Oklahoma et l'ouest du Missouri. Cette dernière s'est déplacée vers le nord-est en direction des Grands Lacs au cours des trois jours suivants. Ce système permit de pomper de l'air chaud et humide du golfe du Mexique pendant qu'un front froid très actif envahissait les régions sous le creux d'altitude.
Les cartes émises par le Storm Prediction Center (SPC) avant les événements montraient un risque modéré d'une zone d'orages violents pouvant se développer entre les 25 et 27 avril de l'Arkansas au Tennessee. Le 26 avril, l'énergie potentielle de convection disponible (EPCD) aux niveaux moyens de l'atmosphère était de 3 000 à 4 000 J/kg permettant la formation d'orages violents depuis l'est du Texas jusqu'en Arkansas. La méthode de prévision des orages violents permettait de déterminer que ce seraient des orages supercellulaires individuels qui se formeraient en après-midi. Ces orages s'uniraient en soirée pour donner des complexes convectifs de méso-échelle dont la plus grande menace était de donner de la grosse grêle et des rafales descendantes destructrices au cours de la nuit.
Avec la progression de la dépression vers le nord-est, le courant-jet d'altitude a atteint les 80 à 100 nœuds au-dessus du front froid se dirigeant vers l'est, en direction des vallées de l'Ohio et du Tennessee. Ceci a augmenté considérablement le cisaillement des vents avec l'altitude le 27 avril, donnant une hélicité dans les bas niveaux de 450 à 600 m2/s2. Comme les valeurs d'EPCD étaient toujours de 2 000 à 3 000 J/kg, les conditions devenaient très favorables à la formation de tornades avec des orages allant de la Louisiane au Mississippi. Ces conditions se sont déplacées lentement vers l'est et le nord-est jusqu'à la nuit du 28 au 29 avril.

## Déroulement des événements

### 25 avril
Dès la fin de l'après-midi du 25, plusieurs tornades avaient été signalées, dont deux importantes en Oklahoma et au Texas. À 15 h 25 HAC (2025 UTC), le SPC a émis un bulletin mettant en garde la population qu'une situation particulièrement dangereuse se développait sur l'Arkansas et des parties du Missouri, de l'Oklahoma, du Texas et de la Louisiane. Les rapports de tornades furent relativement épars jusqu'en début de soirée.
À ce moment, un orage super-cellulaire important a commencé à produire une tornade près de Little Rock (Arkansas). L'état d'urgence fut immédiatement déclaré à Vilonia, Arkansas. Les premiers rapports ont mentionné que la tornade avait entre 800 mètres et 5 kilomètres de large,. Elle a produit des dommages importants et tué quatre personnes. Une tornade différente a causé des dommages importants à la base aérienne de Little Rock. La pluie laissée par ces orages est tombée sur les bassins hydrologiques allant de la rivière Rouge du Sud aux Grands Lacs ce qui a exacerbé la situation déjà propice aux inondations dues à la crue printanière.

### 26 avril

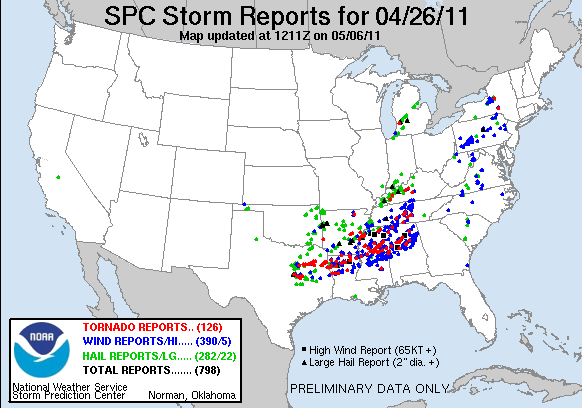
Pointage de tous les signalements de dommages par le vent, la grêle et les tornades le 26 avril 2011

Le 26 avril, le SPC a émis un fort risque d'orages violents pour une zone couvrant une bonne partie de la Louisiane, de l'Arkansas, de l'Oklahoma et du Texas, suivie d'une veille de tornade en après-midi. Des veilles de tornades ont également été émises pour les États au sud des Grands Lacs à partir de l'après-midi avec le développement d'orages super-cellulaires dans le sud du Michigan. Des alertes à la tornade ont finalement été envoyées pour de nombreux comtés déjà en veille plus tard en journée.
Pour la période du 26 avril à 8 heures du matin jusqu'au lendemain à la même heure, 42 tornades ont été confirmées. L'image de droite donne la localisation des événements violents signalés le 26 avril : tornades, grêle et rafales descendantes. Ces chiffres représentent le nombre de rapports par des observateurs et le même événement peut être signalé plusieurs fois. Ainsi, une tornade parcourt une certaine distance et peut faire l'objet de plusieurs signalements. Il est à remarquer que la plus grande partie va de l'est du Texas au sud du Tennessee, dont le plus grand nombre de tornades. Plus au nord-est, c'est surtout la grêle et les rafales violentes qui ont causé des dégâts en Pennsylvanie et dans l'État de New York. Plusieurs personnes ont également été blessées par la foudre.

### 27 avril

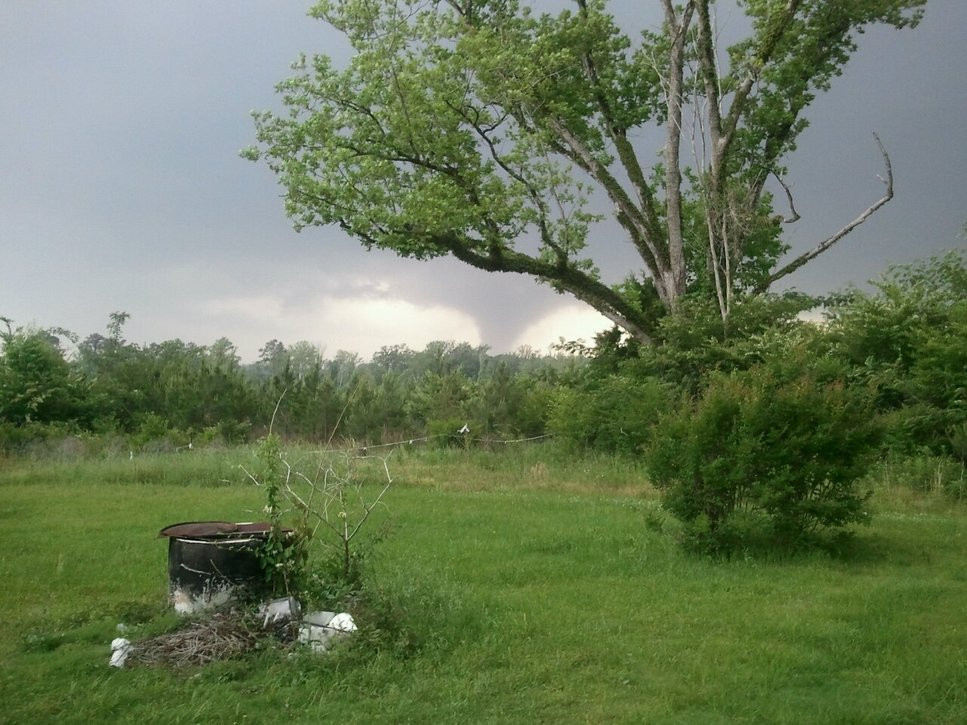
Au loin, entonnoir d'une tornade de force EF-4 dans le sud-est de l'État du Mississippi. Elle a tué sept personnes dans deux États.

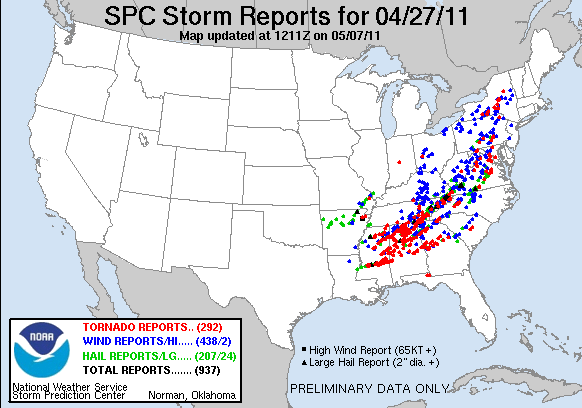
Pointage de tous les signalements de dommages par le vent, la grêle et les tornades le 27 avril 2011

Pour la seconde journée de suite, le SPC a émis un fort risque d'orages violents pour les États du Sud des États-Unis avec la mention que la probabilité d'une éruption majeure de tornades. Dès les petites heures du matin, des orages produisaient des rafales descendantes violentes sur le nord et le centre de l'Alabama. Plusieurs lignes électriques et téléphoniques furent renversées, privant de service certains secteurs pour le reste de la journée et même dans certains cas, il a fallu plus de deux jours pour réparer les dégâts. Cette première ligne orageuse a également mis hors-circuit certains émetteurs de radiométéo de la NOAA.
Dès l'après-midi, une urgence à la tornade était émise par les autorités du comté de Neshoba, au Mississippi alors qu'une tornade fut signalée par six observateurs volontaires. Il fut confirmé par le National Weather Service que deux EF-5, le plus haut niveau de l'échelle, frappèrent ce jour-là Smithville (Mississippi) et le village d'Hackleburg (Alabama) qui fut détruit à 75 %. C'est la première fois que deux tornades de ce niveau ont été signalées le même jour depuis que l'échelle de Fujita améliorée est entrée en vigueur. Il s'agit également de la première fois que deux tornades du niveau maximal de la nouvelle ou de l'ancienne échelle sont rapportées le même jour depuis le 13 mai 1990.

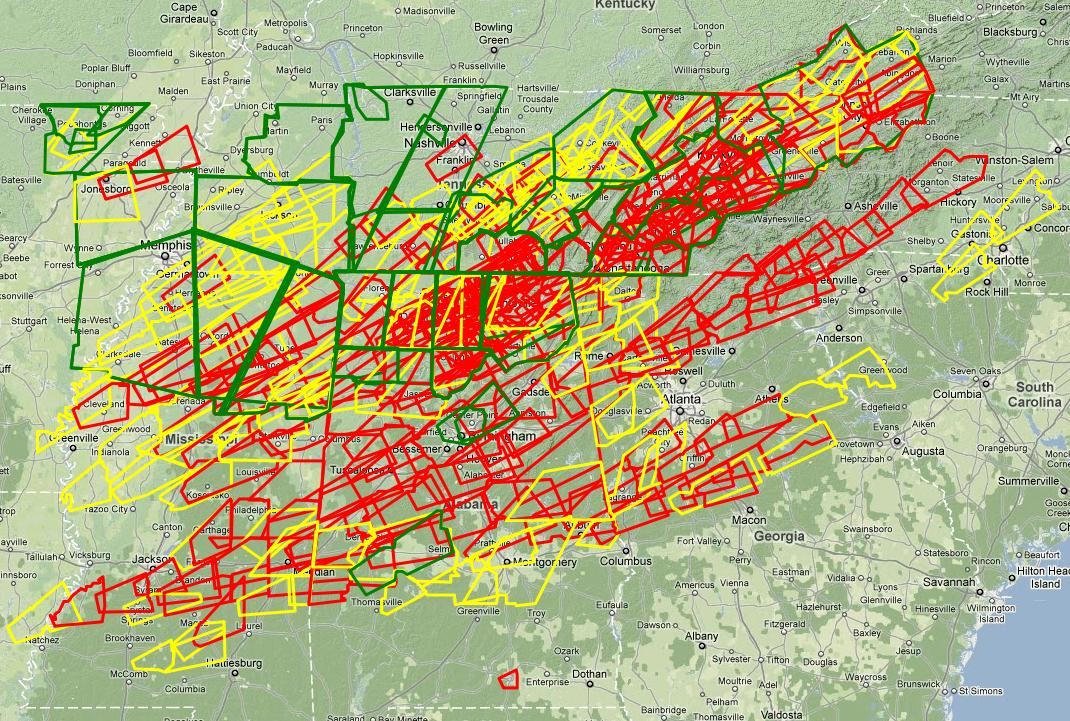
Carte de tous les comtés ayant été sous une alerte de tornade (rouge), orage violent (jaune) et inondation (vert) le 27 avril 2011 autour de l'Alabama

Vers 17 h 10 HAC (2210 UTC), une tornade de très grande largeur et exceptionnellement destructrice frappa Tuscaloosa (Alabama). Cette tornade arriva en banlieue de Birmingham quarante minutes plus tard. Le radar météorologique NEXRAD montre clairement l'écho en crochet associé avec la tornade et a permis d'observer les débris soulevés par l'entonnoir nuageux. Le matin du 30 avril, la sécurité civile de l'Alabama confirma qu'au moins 45 personnes avaient perdu la vie dans l'événement. À travers tout l'État, la sécurité civile rapporta initialement le décès de 249 personnes des suites du passage des nombreuses tornades et autres phénomènes violents. Cependant, le 3 mai, ce nombre fut révisé à la baisse à 236.
En Géorgie, sept personnes sont mortes à Ringgold le long de la trajectoire d'une tornade qui a fait d'importants dommages le long de la frontière Géorgie-Tennessee. Des alertes de tornades furent émises aussi loin au nord qu'en Ontario, Canada, où une tornade est confirmée au sud-ouest de Kitchener, ainsi que deux possibles à Fergus et Ayr, en plus de rafales descendantes généralisées sur le sud-ouest de la province,. Au total ce sont 134 tornades qui ont été confirmées aux États-Unis et une au Canada,.

### 28 avril

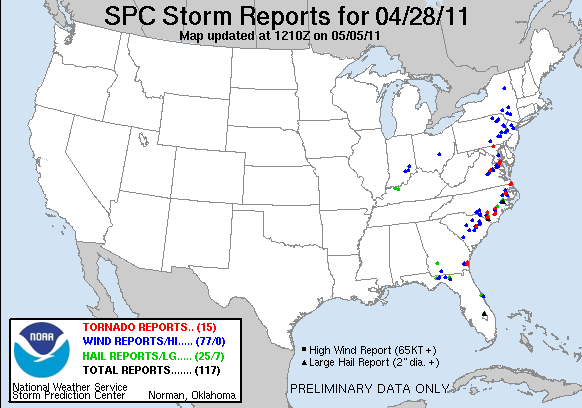
Signalements des phénomènes violents de UTC le 28 avril 2011 à UTC le lendemain.

Le 28 avril, le front froid atteignit les Appalaches en se dirigeant vers la côte atlantique. Des veilles d'orages violents furent émises de la Pennsylvanie à la Floride, dont certaines pour des tornades isolées. L'image à droite montre que le nombre fut beaucoup plus faible que les jours précédents et que les événements furent épars. Cependant, plusieurs personnes ont été tuées par des tornades en Pennsylvanie, dans l'État de New York, en Virginie, Caroline du Nord, en Caroline du Sud, en Géorgie et en Floride,,,,. Au Maryland, des dégâts par le vent sont peut-être dus à une tornade car un entonnoir nuageux a été vu au-dessus du sol.
Même si une alerte de tornade a été émise pour le New Jersey et pour Washington DC, aucun rapport d'un tel phénomène n'en résulta mais des dommages par des rafales descendantes furent enregistrés,. La dépression mère à l'origine des événements a également causé des vents violents dans le sud de l'Ontario et du Québec, ainsi que de la pluie abondante à grande échelle sur les deux provinces.

## Impacts
| Total | EF0 | EF1 | EF2 | EF3 | EF4 | EF5 |
| ----- | --- | --- | --- | --- | --- | --- |
| 327   | 105 | 134 | 51  | 22  | 11  | 4   |

| Mortalité due aux orages violents                                        |                                   |
| État/Province                                                            | Total                             |
| Alabama                                                                  | 236 (en date du 3 mai 2011)       |
| Arkansas                                                                 | 13 (en date du 28 avril 2011)     |
| Géorgie                                                                  | 15 (en date du 29 avril 2011)     |
| Kentucky                                                                 | 0 (1) (en date du 29 avril 2011)* |
| Louisiane                                                                | 2 (en date du 29 avril 2011)      |
| Mississippi                                                              | 34 (en date du 28 avril 2011)     |
| Tennessee                                                                | 34 (en date du 29 avril 2011)     |
| Virginie                                                                 | 5 (en date du 28 avril 2011)      |
| Ontario                                                                  | 0 (1) (en date du 28 avril 2011)  |
| Total                                                                    | 341                               |
| N.B. : - Les morts en Ontario sont dus à des vents violents synoptiques. |                                   |

Les dommages causés par les orages, et le système météorologique à leur origine, sont estimés entre 2 et 5 milliards $US. Au 5 mai, le service météorologique des États-Unis estime le nombre de morts à 318 aux États-Unis et il y a eu un autre décès au Canada. Ce nombre est cependant de 341 selon d'autres sources mentionnées au tableau de droite. Le chiffre final n'est pas encore connu.
Les tornades ne furent pas les seuls dommages signalés du 25 au 28 avril. Des quantités importantes de pluie sur le Midwest, le Sud et la côte Est des États-Unis, ainsi que sur le sud de l'Ontario et du Québec au Canada, ont envenimé la crue printanière. En plusieurs endroits, les cours d'eau sortirent de leurs lits et des avertissements aux populations furent émis.
Le long des lacs Érié et Ontario, ainsi que du fleuve Saint-Laurent et de la rivière des Outaouais, des vents violents synoptiques de plus de 90 km/h ont soufflé le 28 avril. En Ontario, un homme d’environ 70 ans de la région du Niagara est mort après avoir été frappé des débris soufflés par les vents forts et un autre homme a subi des blessures après qu'un arbre fut tombé sur sa voiture, à St.Catharines. À Aylmer, près d'Ottawa, quatre étudiants ont été hospitalisés après que le mur d'un garage se fut effondré sur eux vers 13 h 15. À Peterborough, l'aéroport municipal rapporta que deux petits avions ont été renversés sur le tarmac. Les vents ont cassé ou déraciné de nombreux arbres et causé des pannes électriques en Ontario et dans le sud-ouest du Québec et des secteurs situées aux abords du lac Huron ont été inondés par une onde de tempête,.

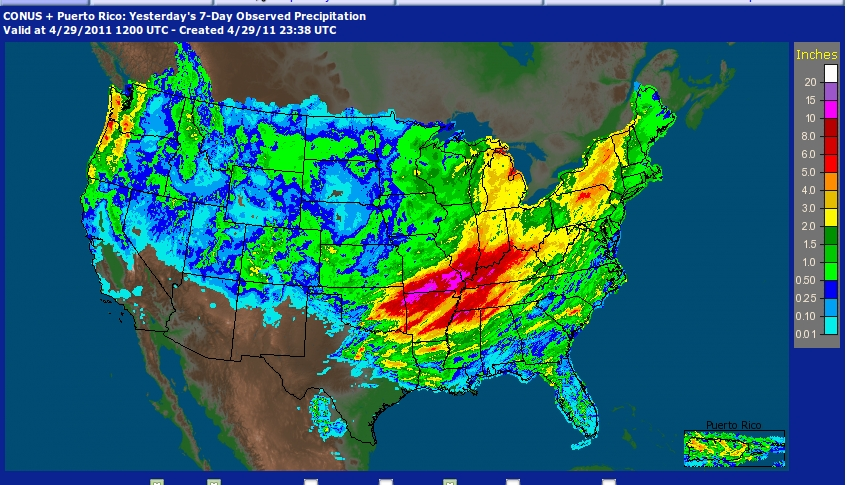
Accumulation totale de pluie aux États-Unis pour la semaine se terminant le 29 avril 2011 au matin, tel qu'enregistré par le réseau de radars météorologiques